# Westafrikanischer Stummelaffe
Der Westafrikanische Stummelaffe (Piliocolobus badius) ist eine Primatenart aus der Gruppe der Stummelaffen.

## Merkmale
Westafrikanische Stummelaffen erreichen eine Kopfrumpflänge von 50 bis 63 (Männchen) bzw. 43 bis 63 (Weibchen) Zentimeter, wozu noch ein 63 bis 77 Zentimeter langer Schwanz kommt. Ihr Gewicht variiert zwischen 9 und 12,5 (Männchen) bzw. 6 bis 9 (Weibchen) Kilogramm. Ihr Körperbau ist schlank, die Gliedmaßen sind lang und verhältnismäßig dünn. Ihr Fell ist an der Oberseite, den Außenseiten von Oberarmen und Oberschenkeln und der Kopfoberseite glänzend schwarz gefärbt, der Bauch, die Innenseiten von Oberarmen und Oberschenkeln, Unterarme und Unterschenkel und die Wangen sind rötlich-braun bis kastanienbraun. Rund um die Genitalregion sind sie weiß. Der Schwanz ist rötlich und wird zum Ende hin zunehmend schwärzlicher. Das faltige Gesicht ist schwarz und rund um die Augen und das Maul rosig. Jungtiere sind oben grau und unten weißlich gefärbt, mit einer rötlichen Tönung an Händen und Füßen und am Schwanz. Wie bei allen Stummelaffen ist der Daumen zurückgebildet.

## Verbreitung und Lebensraum

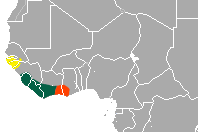
Grün, das Verbreitungsgebiet des Westafrikanischen Stummelaffen, gelb Temminck-Stummelaffe, rot das ehemalige Verbreitungsgebiet von Miss Waldrons Roter Stummelaffe

Westafrikanische Stummelaffen sind von Sierra Leone über Liberia und Südguinea bis in die westlicher Elfenbeinküste östlich bis zum Bandama beheimatet. Östlich des Bandama schließt das (ehemalige) Verbreitungsgebiet von Miss Waldrons Roter Stummelaffe (P. waldronae), der möglicherweise ausgestorben ist. Diese Art und der im Senegal, in Gambia und in Guinea-Bissau vorkommende Temminck-Stummelaffe (P. temminckii) wurden in der Vergangenheit als Unterarten des Westafrikanischen Stummelaffen betrachtet. Ob das Verbreitungsgebiet des Temminck-Stummelaffe und des Westafrikanischen Stummelaffen direkt aneinander grenzen oder ob es eine Verbreitungslücke oder eine geografische Barriere zwischen den Arten gibt, ist bisher unbekannt. Die Tiere sind Baumbewohner, und auf alte, feuchte Wälder angewiesen. Sie halten sich mehr auf hohen Bäumen auf als der Temminck-Stummelaffe.

## Lebensweise
Westafrikanische Stummelaffen sind wie alle Altweltaffen tagaktiv. Sie sind geschickte Kletterer, wozu ihnen auch ihr langer Schwanz und ihre langen Finger dienen, und kommen nur selten auf den Boden.
Diese Tiere leben in Gruppen von 33 bis 90 Tieren. In einer Gruppe finden sich mehrere Männchen und meist zwei- bis dreimal so viel Weibchen. Manche Tiere, insbesondere junge Männchen, die aus ihrer Geburtsgruppe verjagt wurden, leben aber auch einzelgängerisch. Beide Geschlechter entwickeln eine strenge Rangordnung, die unter anderem in bevorzugtem Zugang zu Nahrungsquellen und Schlafplätzen, aber auch in Vorrang bei der Fellpflege und bei der Paarung zum Vorschein kommt. (So pflanzt sich das höchstrangige Männchen einer Gruppe am öftesten fort.) Sie kommunizieren mit einer Reihe von Lauten, darunter ein bellendes Alarmgeräusch der Männchen, sowie mit Gesten und Körperhaltungen.
Diese Tiere haben kein festes Territorium, verteidigen aber ihren gegenwärtigen Aufenthaltsort mit aggressiven Gesten und Geschrei gegenüber anderen Gruppen. Die Größe der Streifgebiete hängt vom Lebensraum und der Gruppengröße ab und kann zwischen 8 und 132 Hektar liegen – durchschnittlich sind es 1 bis 2 Hektar pro Tier.

## Nahrung
Westafrikanische Stummelaffen ernähren sich in erster Linie von Blättern, daneben nehmen sie auch Früchte und Blüten zu sich. Sie besitzen wie alle Stummelaffen einen vierkammerigen Magen, der der Aufspaltung der Zellulose dient und so eine bessere Verwertung der nährstoffarmen Blätternahrung bewirkt – in ähnlicher Form findet sich dieses Verdauungssystem auch bei Wiederkäuern.

## Fortpflanzung
Nach einer rund 4,5- bis 5,5-monatigen Tragzeit bringt das Weibchen meist ein einzelnes Jungtier zur Welt. Die meisten Geburten fallen in den Beginn der Trockenzeit, etwa Oktober bis Dezember. Im Gegensatz zu anderen Stummelaffen kümmert sich nur die Mutter und nicht auch andere Weibchen um das Jungtier. Weibchen wie Männchen verlassen beim Eintreten der Geschlechtsreife ihre Geburtsgruppe; während Weibchen meist schnell Anschluss in einer anderen Gruppe finden, werden die jungen Männchen oft mit Gewalt verjagt und leben häufig eine gewisse Zeit einzelgängerisch.

## Bedrohung
Westafrikanische Stummelaffen gehören zu den Beutetieren der Gemeinen Schimpansen und des Kronenadlers, auch Leoparden machen Jagd auf sie. Die größte Bedrohung geht jedoch vom Menschen aus: durch die fortschreitende Zerstörung ihres Lebensraums wurde ihr Verbreitungsgebiet stark eingeschränkt, hinzu kommt die Bejagung wegen ihres Fleisches („Bushmeat“). Die IUCN listet die Art als stark gefährdet (endangered). Schutzgebiete, in denen die Art vorkommt sind u. a., der Nationalpark Taï in der Elfenbeinküste, und die Nationalparks Gola, Outamba-Kilimi und Tiwai in Sierra Leone.

## Systematik
Der Westafrikanische Stummelaffe wird heute als eine von 17 Arten der Gattung der Roten Stummelaffen (Piliocolobus) geführt. Ältere Systematiken fassten alle Arten noch zu einer einzigen Art (P. badius) zusammen, dieser wissenschaftliche Name gilt heute aber nur für die westafrikanische Art. Ebenfalls findet sich in älteren Werken noch die Einordnung dieser Tiere in die Gattung Colobus oder Procolobus.